# Maison de l'archéologie de Niederbronn-les-Bains
La Maison de l'Archéologie, inaugurée en 1989, se situe sur la commune de Niederbronn-les-Bains, 44 avenue Foch, dans le département français du Bas-Rhin, commune française située dans la circonscription administrative du Bas-Rhin en région Grand Est.
De 1879 à 1918, lorsque l'Alsace-Lorraine était allemande, le bâtiment était affecté à un tribunal de paix,(tribunal de district de Niederbronn (de)).
La Maison de l’archéologie bénéficie du label « Musée de France ».
Une mise en commun des moyens s'est concrétisée avec d'autres structures sur la recherche archéologique, le service éducatif et la bibliothèque scientifique (Herxheim, Bliesbruck...). Le musée présente, lui, les découvertes archéologiques et les objets collectés lors de fouilles dans les Vosges du Nord, de la préhistoire à l'ère industrielle.
Des expositions temporaires sont par ailleurs organisées :
- La vie au Néolithique[4],
- Présentation d'œuvres contemporaines, telles celles de l’artiste reichshoffenois Pierre Gangloff[5],
- Jours ordinaires il y a trois millénaires[6],
- De la tablette à la tablette, 5 000 ans d’écriture[7]...).

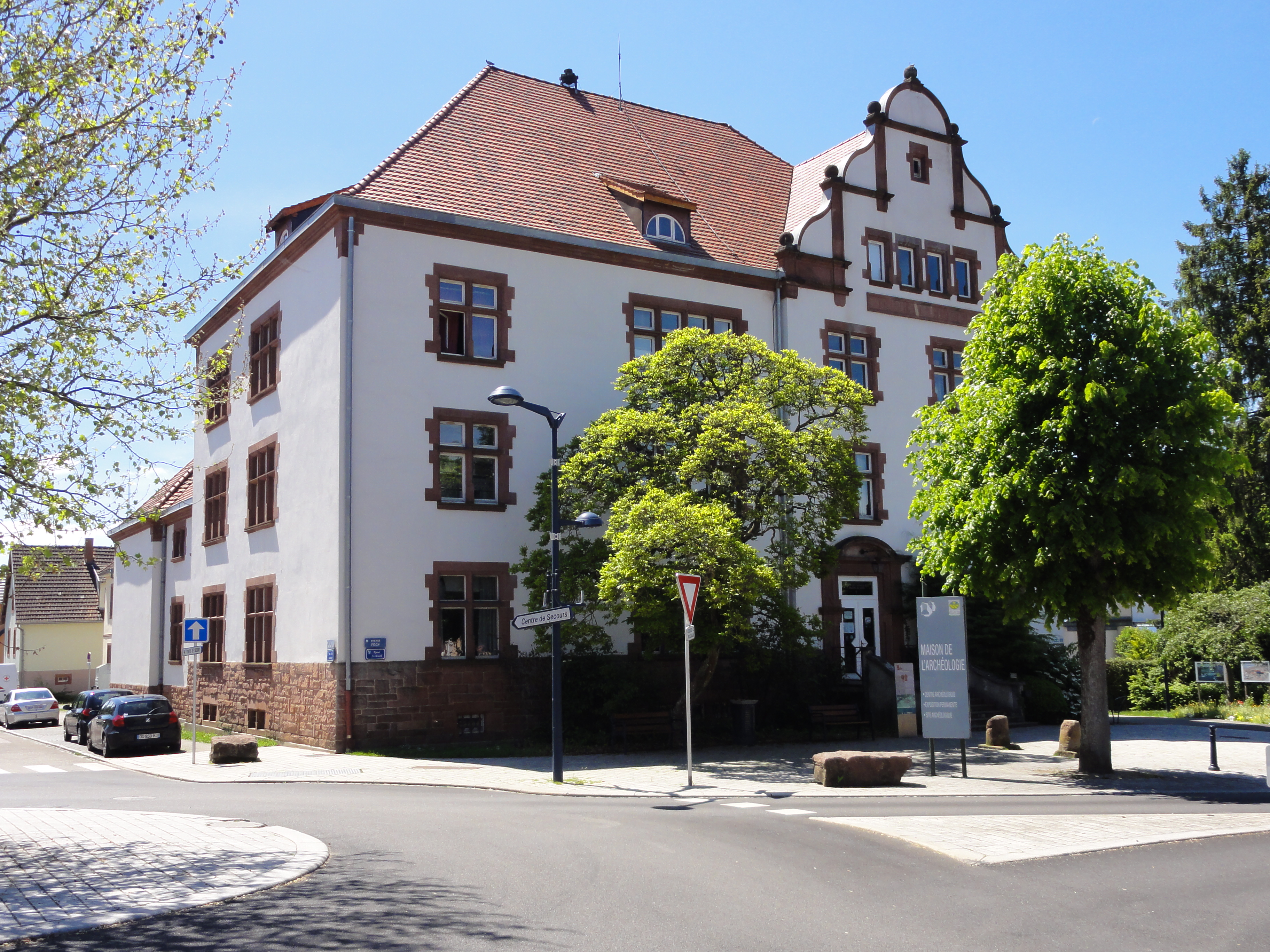
Niederbronn-les-Bains, Ancien tribunal (1906), aujourd'hui Musée dit maison de l'Archéologie.
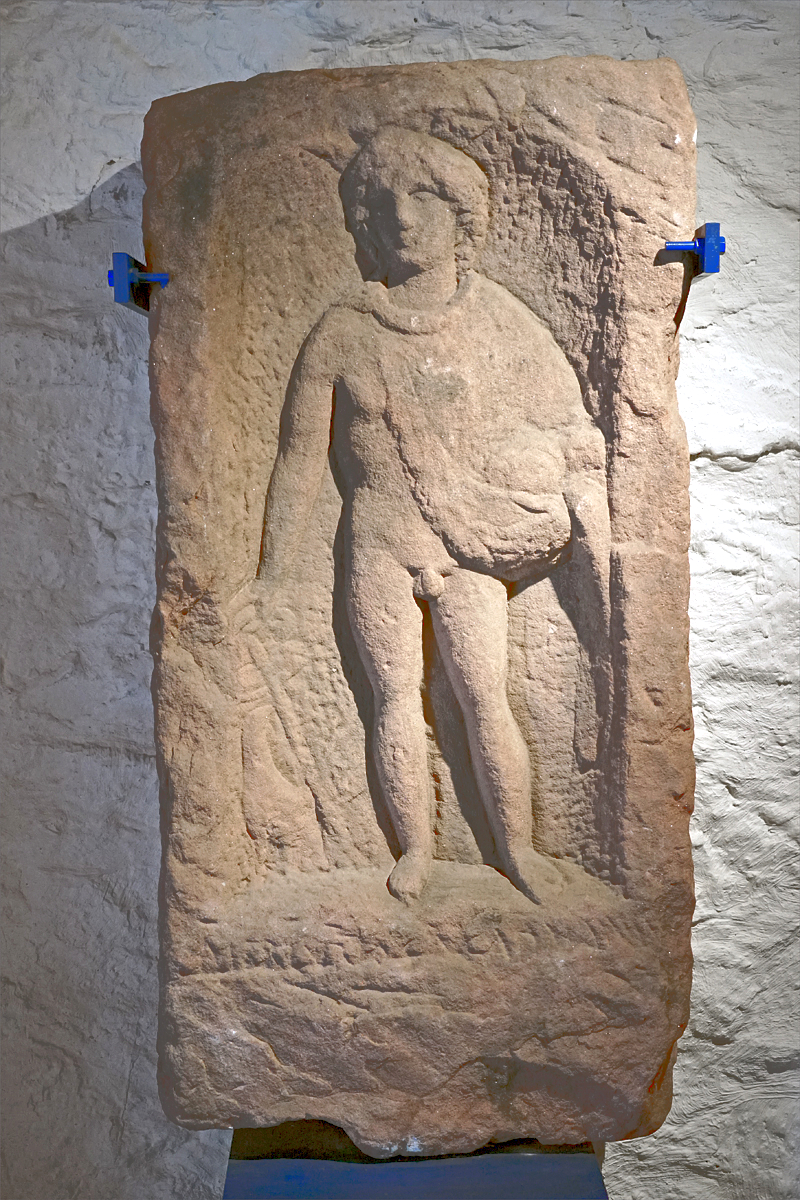
Stèle de Mercure dédicacé (Mercurio S(ancto) Adnamus) trouvée au château du Wasenbourg[8],

## Collections
Les collections sont constituées de fonds anciens et de dons (M. Malye, Mathis et Engleder), d'achats (M. Wolff), de fouilles anciennes (M. Erian, années 1970, et Schellmanns, années 1970 et 1980) et récentes (M. Prévost-Boure, années 1990) et de dépôts plus récents provenant des châteaux forts du Schoeneck et du Windstein.
Parmi les objets exposés, est conservé un exemplaire complet d'une couleuvrine en bronze du XVe siècle provenant du château du Helfenstein, ainsi que des fragments et des balles découvertes au Hohenfels.
Une belle collection de poêles rappelle l’aventure industrielle des Dietrich, maîtres de forges.